# Klaus Miesner
Klaus Jürgen Miesner (* 11. Dezember 1935 in Magdeburg; † 11. Januar 1989 in Drei Annen) war ein deutscher Handballspieler und -trainer. 

## Leben
Miesner wurde als Sohn des Kaufmanns Gerhard Miesner geboren. Nach dem Abitur, welches er 1954 an der Magdeburger Käthe-Kollwitz-Oberschule ablegte, studierte Miesner zunächst Physik an der Technischen Hochschule Magdeburg, brach das Studium dann aber nach zwei Semestern ab. Er arbeitete zeitweise als Praktikant im Reichsbahnausbesserungswerk Salbke. Von 1947 bis 1957 spielte er Handball bei der Betriebssportgemeinschaft des Betriebes, der BSG Lok-Südost Magdeburg bzw. ihrer Vorläufer. In den Jahren 1954 und 1955 errang er mit der Jugendmannschaft den DDR-Meistertitel. 
1957 schrieb er sich an der Deutschen Hochschule für Körperkultur ein und machte 1961 seinen Abschluss als Diplom-Sportlehrer. Während seines Studiums spielte Miesner für die Handballmannschaft des SC DHfK Leipzig und gewann zwei Meistertitel. Nach seiner Rückkehr nach Magdeburg gelang ihm 1963 dieser Erfolg mit seinem Stammverein Lok-Südost Magdeburg ein weiteres Mal. Als Handballspieler war er für diesen Verein von 1961 bis 1967 aktiv. Von 1961 bis 1967 war er als Lehrer für Leichtathletik und Physik an der Kinder- und Jugendsportschule Magdeburg tätig. Seine Trainerkarriere begann er im Februar 1968 als Nachfolger von Bernhard Kandula beim SC Magdeburg. In über zwei Jahrzehnten formte er eine große Zahl an internationalen Klassehandballern wie Günter Dreibrodt, Ernst Gerlach, Hartmut Krüger, Wieland Schmidt und Ingolf Wiegert. Ergebnis dieser Arbeit waren neun Meistertitel, vier Pokalsiege, zwei Europapokalsiege und eine Vereinseuropameisterschaft. Im Januar 1989 erlag Miesner während eines Trainingslagers in Drei Annen im Harz einem Herzinfarkt. Hartmut Krüger trat sein Erbe als SCM-Trainer an. Klaus Miesner war verheiratet und hatte zwei Kinder.

## Erfolge
Mit dem SCM erzielte er folgende Ergebnisse:
| Jahr | DHV-Meisterschaft | DDR-Pokal           | Europapokal                                                             |
| ---- | ----------------- | ------------------- | ----------------------------------------------------------------------- |
| 1968 | Platz 6           | nicht stattgefunden | nicht teilgenommen                                                      |
| 1969 | Platz 4           | Platz 6             | nicht teilgenommen                                                      |
| 1970 | Meister           | Sieger              | nicht teilgenommen                                                      |
| 1971 | Platz 2           | Platz 2 u. 5        | Viertelfinale Landesmeister                                             |
| 1972 | Platz 3           | Platz 3             | nicht teilgenommen                                                      |
| 1973 | Platz 3           | nicht stattgefunden | nicht teilgenommen                                                      |
| 1974 | Platz 2           | nicht stattgefunden | nicht teilgenommen                                                      |
| 1975 | Platz 2           | nicht stattgefunden | nicht teilgenommen                                                      |
| 1976 | Platz 2           | nicht stattgefunden | nicht teilgenommen                                                      |
| 1977 | Meister           | Sieger              | Finale Pokalsieger                                                      |
| 1978 | Platz 2           | Sieger              | Sieger Landesmeister                                                    |
| 1979 | Platz 2           | Platz 3             | Finale Pokalsieger                                                      |
| 1980 | Meister           | Platz 4             | nicht teilgenommen                                                      |
| 1981 | Meister           | Platz 2             | Sieger Landesmeister, Sieger Europameisterschaft d. Vereinsmannschaften |
| 1982 | Meister           | Platz 4             | 1. Runde Landesmeister                                                  |
| 1983 | Meister           | Platz 3             | Viertelfinale Landesmeister                                             |
| 1984 | Meister           | Sieger              | nicht teilgenommen                                                      |
| 1985 | Meister           | Platz 3             | Achtelfinale Landesmeister                                              |
| 1986 | Platz 2           | Platz 5             | Viertelfinale Landesmeister                                             |
| 1987 | Platz 3           | Platz 4             | Achtelfinale IHF-Cup                                                    |
| 1988 | Meister           | Platz 4             | nicht teilgenommen                                                      |

## Ehrungen
Ihm zu Ehren findet alljährlich in der Harzlandhalle Ilsenburg das Klaus-Miesner-Gedenkturnier statt. Des Weiteren nannte die Stadt Magdeburg im August 2010 den Platz vor der Hermann-Gieseler-Halle, der alten Heimspielstätte der Handballer des SC Magdeburg, in Klaus-Miesner-Platz um.